# 因薩爾
53°52′14″N 44°22′12″E / 53.87056°N 44.37000°E
因薩爾（Инса́р）是俄羅斯莫爾多瓦共和國南部的一個城市。距薩蘭斯克西南77公里。2002年人口8,951人。
1648年建成堡壘，1780年設市。1958年重新設市。